# Ștefănești (Botoșani)
Ștefănești è una città della Romania di 5 746 abitanti, ubicata nel distretto di Botoșani, nella regione storica della Moldavia.
Fanno parte dell'area amministrativa anche le località di Bădiuți, Bobulești, Stânca e Ștefănești-Sat.
Ștefănești ha assunto lo status di città con la legge 79/2004 del 1º aprile del 2004.